# Нава, Андреа
Андреа Нава (род. 13 марта 1982 года) - итальянский пловец в ластах.

## Карьера
Специализируется на скоростном плавании на короткие дистанции индивидуально и в эстафете.
Четырёхкратный чемпион мира. Пятикратный чемпион Европы. Обладатель множества наград чемпионатов мира, Европы, Италии. Четырёхкратный призёр Всемирных игр.
Также участвовал в соревнованиях пловцов в ластах на длинные дистанции и был бронзовым призёром в эстафете.